# 2011年カナダ総選挙
2011年カナダ連邦議会選挙は、北米に位置するカナダの立法府である庶民院（下院）を構成する議員を選出するため行われた選挙で、2011年5月2日に投票が行われたものである。

## 概要
3月25日、庶民院にて内閣不信任案が可決されたことを受けて行われた。現ハーパー政権与党であるカナダ保守党が過半数を確保出来るかどうかが焦点となった。選挙は接戦となったが、保守党が2006年以来、初めて過半数を確保した。

## 基礎データ
- 定数：308議席
- 選挙制度：小選挙区制
- 選挙権：18歳以上のカナダ国民
- 被選挙権：18歳以上のカナダ国民
- 不在者投票制度：以下の条件に該当する有権に対しては特別投票制度がある。

1. 国外に5年以上続けて居住し、選挙権を有するもので且つ、カナダに戻る意思のある者[2]
2. 国内に居住しているものの、遠隔地に住んでおり、投票所が遠いなどの事情があって投票日に投票所に行けない者
3. カナダ国外に旅行や商用などで滞在中の者

- 登録有権者数：23,971,740名

## 選挙結果
ハーパー政権与党である保守党の得票率は前回選挙比で2％弱の伸びに留まったが308議席中166議席を獲得。この結果、庶民院において2006年以来続いてきた少数与党の状態を解消することができた。投票率は過去最低となった前回選挙をやや上回り61.4%となった。
投票率：61.4%（投票者数14,720,580）
| 党派                              | 議席 | %    | 得票       | %    |
| --------------------------------- | ---- | ---- | ---------- | ---- |
| 保守党 Conservative               | 166  | 54.2 | 5,832,401  | 39.6 |
| 新民主党 NDP-New Democratic Party | 103  | 33.1 | 4,508,474  | 30.6 |
| 自由党 Liberal                    | 34   | 11.0 | 2,783,175  | 18.9 |
| ブロック・ケベコワ Bloc Québécois | 4    | 1.3  | 889,788    | 6.0  |
| 緑の党 Green Party                | 1    | 0.3  | 576,221    | 3.9  |
| 無所属 Independent                | 0    | 0.0  | 63,340     | 0.4  |
| その他の党派                      | 0    | 0.0  | 67,181     | 0.6  |
|                                   | 308  |      | 14,720,580 |      |

出典：General Election – May 2, 2011（2011年5月6日閲覧）。議席を獲得出来なかった党派の得票に関しては「その他の党派」として合算して掲載。
選挙前から支持率を伸ばしてきた社会民主主義系の新民主党はケベック州を中心に支持を伸ばして過去最高となる31％弱の得票を得て、選挙前の議席を大きく上回る103議席を獲得、自由党を抜いて初めて野党第1党となった。一方、1867年の連邦成立以来、一貫して与党もしくは最大野党の立場を維持し続けてきた自由党は得票率11％弱、議席数34と過去最低の結果となり、第三党に転落した。またケベック州の分離独立を主張する地域政党であるケベック連合も同地域における新民主党躍進のあおりを受けて議席数を選挙前の47から4に減らして惨敗し、庶民院における公認政党の地位を喪失した。環境保護政党である緑の党は党首であるエリザベス・メイがブリティシュ・コロンビア州で当選し、同党として選挙における初議席を獲得した。女性当選者は庶民院で過去最多となる76名が当選した。
| 州名                           | 党派 | 党派 | 党派 | 党派 | 党派 |
| 州名                           | CP   | NDP  | LP   | BQ   | Gre  |
|                                | 166  | 103  | 34   | 4    | 1    |
| ------------------------------ | ---- | ---- | ---- | ---- | ---- |
| ブリティシュコロンビア         | 21   | 12   | 2    | -    | 1    |
| アルバータ                     | 27   | 1    | 0    | -    | 0    |
| サスカチュワン                 | 13   | 0    | 1    | -    | 0    |
| マニトバ                       | 11   | 2    | 1    | -    | 0    |
| オンタリオ                     | 73   | 22   | 11   | -    | 0    |
| ケベック                       | 6    | 58   | 7    | 4    | 0    |
| ニューブランズウィック         | 8    | 1    | 1    | -    | 0    |
| ノバスコシア                   | 4    | 4    | 4    | -    | 0    |
| プリンスエドワードアイランド   | 1    | 0    | 3    | -    | 0    |
| ニューファンドランドラブラドル | 1    | 2    | 4    | -    | 0    |
| ユーコン                       | 1    | 0    | 0    | -    | 0    |
| ノースウェスト                 | 0    | 1    | 0    | -    | 0    |
| ヌナブト                       | 1    | 0    | 0    | -    | 0    |
| 選挙区党派別当選者分布地図     |      |      |      |      |      |